# Novel·la de terror
La novel·la de terror és la novel·la que pretén causar por en el lector mitjançant l'alteració d'elements de la realitat i grans dosis de suspens. El seu origen està en la novel·la gòtica del romanticisme i en les històries del folklore destinades a espantar els nens o explicades en festes amb presència del sobrenatural.
Els elements que poden causar terror són éssers o forces del mal (dimonis, monstres, esperits...), personatges amb una malaltia mental o amb ganes de ferir (assassins en sèrie, revenges...), indrets maleïts (cementiris, maleficis, boscos, cases abandonades...) o bé desastres, siguin naturals o artificials (virus, guerra...). Modernament té trets en comú amb la fantasia i la ciència-ficció, ja que comparteixen alguns elements i personatges oposats al realisme. La novel·la de terror pot tenir qualsevol ambientació, tant pel que fa a l'espai com a l'època.
Alguns autors reconeguts del gènere són Ann Radcliffe, Edgar Allan Poe, Bram Stoker, H. P. Lovecraft, Anne Rice i Stephen King.